# Elmätare

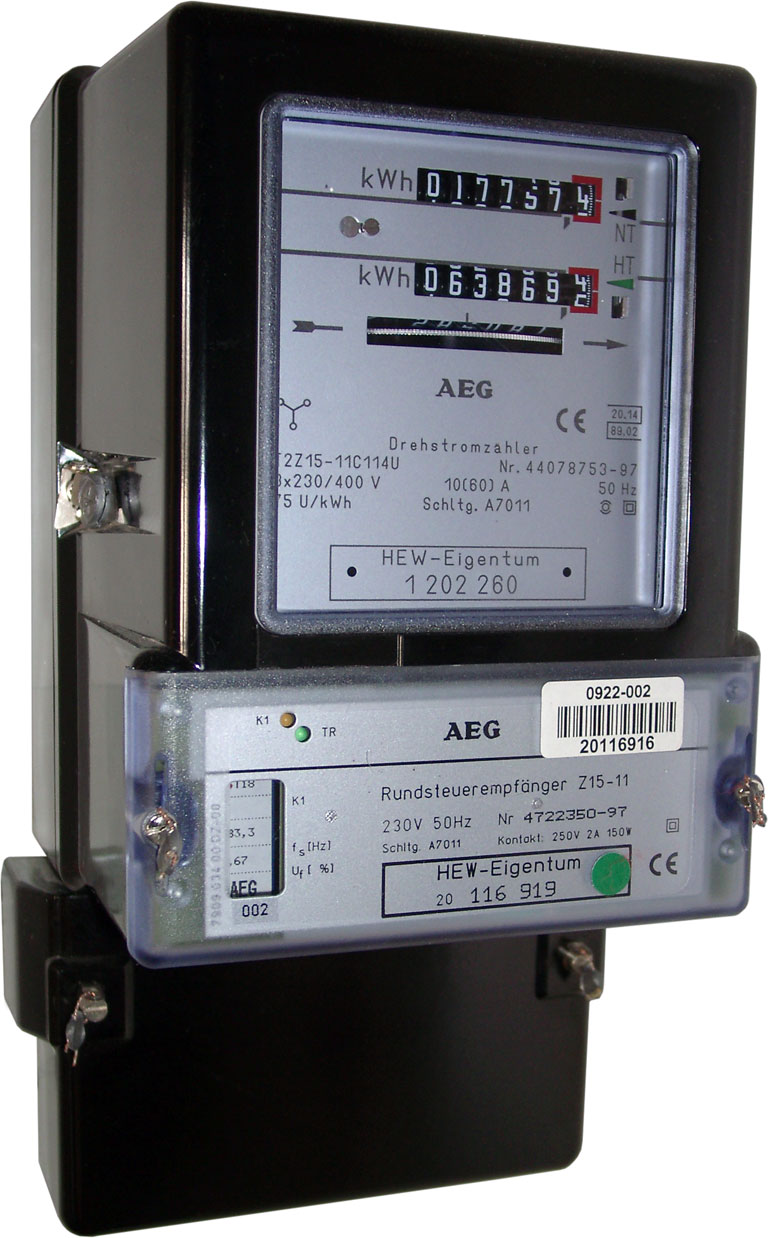
Elmätare med analog teknik.

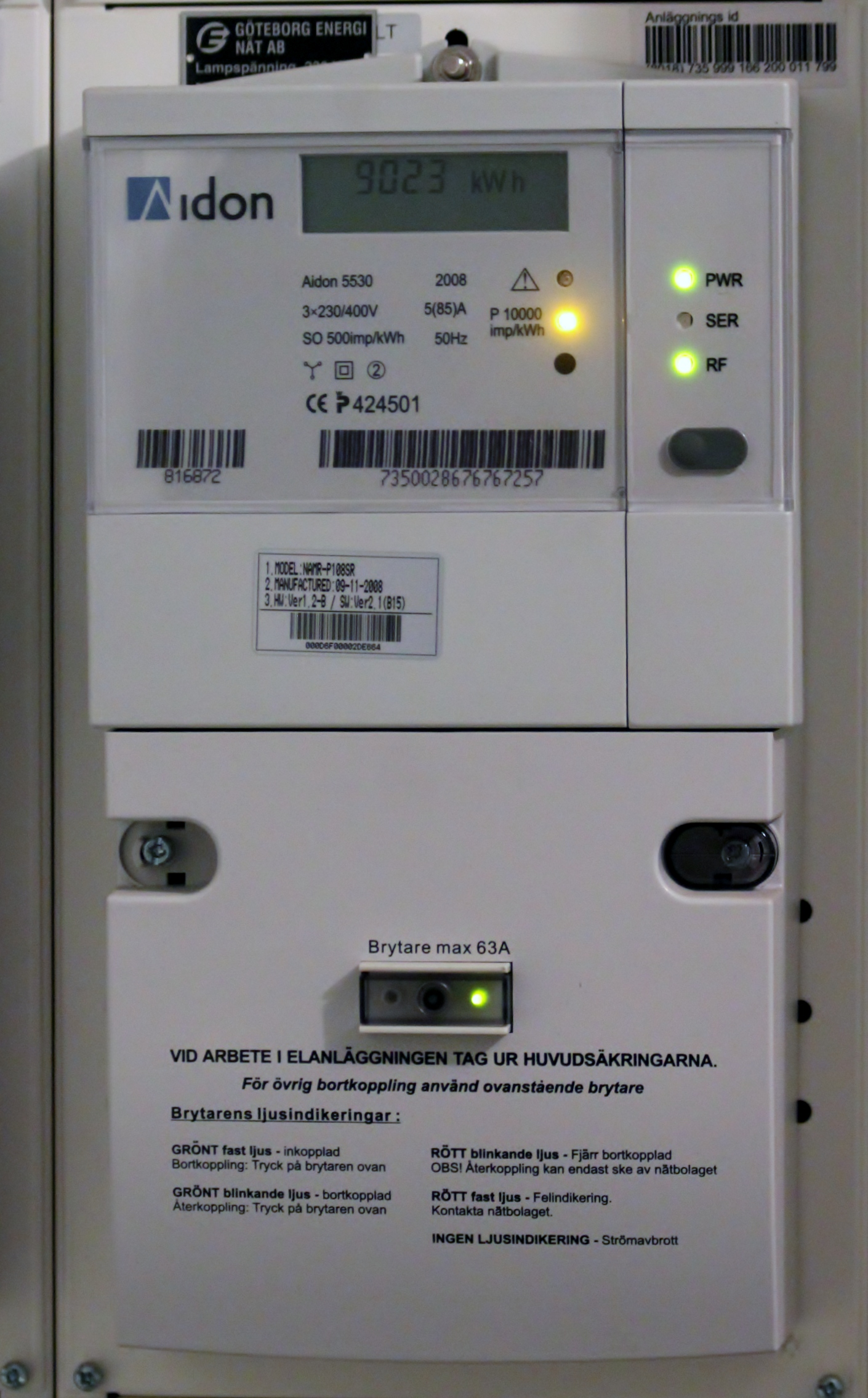
Elektronisk elmätare.

Elmätare är ett gemensamt begrepp för alla typer av mätare som mäter elektricitet. Det finns mätare för till exempel elektrisk spänning [V], ström [A], aktiv effekt [W], men också elenergi [Joule] som brukar mätas i kWh på elenergimätare.
En elenergimätare mäter det elektriska flödet och tiden (energin) i en mätpunkt i elnätet. Det finns elmätare som enbart mäter aktiv energi (kWh, MWh) eller både aktiv och reaktiv energi (kVArh, MVArh) i båda riktningarna, så kallad fyrkvadrant mätare. För hushåll mäts bara vanlig aktiv energi.
Förr lästes elmätarna av en gång per år av elbolagets anställda för att stämma av med kundens elräkning. Numera måste alla mätare läsas av minst en gång i månaden för att räkningen direkt skall avspegla aktuell förbrukning. Avläsningen görs normalt via fjärrkommunikation via radio eller GSM/GPRS, eller via elnätskommunikation. Systemet kallas ofta Automated Meter Management (AMM).
Den äldre energimätartypen var elektromekanisk, så kallade ferrarismätare, som bygger på att magneter alstrar ett magnetfält som induceras i en roterande skiva. Ström och spänning hjälps åt att accelerera skivan och en bromsmagnet bromsar den med en bromskraft som är proportionell mot hastigheten. Vid ett visst varvtal balanserar bromskraft och accelererande momentet varandra och rotationshastigheten blir proportionell mot effekten. Antalet varv motsvarar därmed energin som passerar mätaren. Den roterande delen får driva ett räkneverk vars visning blir proportionellt mot den överförda elenergin.
En elektronisk eller statisk (icke rörlig) elenergimätare har elektroniskt baserad registrering. Vanligtvis sker det genom att en AD-omvandlare mäter ström och spänning ungefär 1 000 gånger per sekund. Varje sammanhörande spänningsvärde och strömvärde multipliceras sedan i en mikroprocessor och multipliceras också med tiden mellan varje "sampel". Genom att sedan summera dessa värden kontinuerligt fås direkt energin som flutit genom mätpunkten. Eftersom AD-omvandlare vill ha en inspänning på högst någon volt måste nätspänningen delas ner till lämplig nivå vilket oftast görs med hjälp av en enkel resistiv spänningsdelare. Strömmen anpassas också och görs om till en spänning med hjälp av till exempel en strömtransformator och en resistor som den transformerade strömmen får passera.
Smarta elmätare innehåller teknik som tar hand om mätenheters registreringar och tillhandahåller en möjlighet till informationsöverföring eller styrning från elnätsföretaget till ansluten elutrustning. De elmätare som installerades i början av 2020-talet i Sverige ska kunna mäta aktiv effekt, reaktiv effekt, spänning och ström i varje fas. Aktiv effekt ska mätas med ett intervall på en kvart.